# بیمارستان دانشگاه آلبورگ
بیمارستان دانشگاه آلبورگ (به لاتین: Aalborg University Hospital) یک بیمارستان در دانمارک است که در Aalborg Municipality واقع شده است.